# Salò o le 120 giornate di Sodoma
Salò o le 120 giornate di Sodoma és una pel·lícula italiana dirigida per Pier Paolo Pasolini estrenada el 1975.
És una lliure adaptació de l'obra del marquès de Sade (1740-1814), Les 120 jornades de Sodoma, l'acció de les quals passa al final del regnat de Lluís XIV de França (mort l'any 1715).

## Argument
L'acció comença a Salò, ciutat a prop del Llac de Garda on, el setembre de 1943, els nazis van instal·lar Benito Mussolini, que acabaven d'alliberar. Quatre notables rics i d'edat madura hi redacten el seu projecte macabre. Segueix la captura de 9 nois i 9 noies al camp en alguns pobles del voltant.
Els quatre notables, el Duc, el Bisbe, el Jutge i el President, envoltats de diversos criats armats i de quatre prostitutes, així com de les seves dones respectives (cadascun d'ells s'havia casat amb la filla d'un altre al començament del film), s'aïllen a un palau dels voltants de Marzabotto, a la república de Salò.
El film es divideix en quatre quadres, com a l'obra del marquès de Sade, que agafen el nom de cercles infernals, com a l'obra de Dante Alighieri:
- el primer quadre és titulat Antinferno (el « Vestíbul de l'infern »), i en el qual el director planta la decoració;[4]
- el segon es nomena Girone delle manie (el « Cercle de les passions »). És el moment de diverses escenes de violació dels adolescents ;
- el tercer és el del Girone della merda (el « Cercle de la merda »), on les víctimes han de banyar-se en excrements o menjar-se els del Duc ;
- l'últim quadre, el del Girone del sangue (el « Cercle de la sang »), és l'ocasió de diverses tortures i mutilacions (llengua tallada, ulls extirpats, arrencada del cuir cabellut, marca al foc de mugrons i de sexes…), i finalment homicidi dels adolescents.

Tot és cruament mostrat en un guió pròxim a la realitat. Prohibida la seva difusió en la televisió pública, Salò ha estat objecte d'un autèntic culte i molt de temps ha estat projectada en una sala d' « Art i assaig » del Barri llatí de París.

## Repartiment
- Paolo Bonacelli: el Duc (Duca) (el « duc de Blangis » de la novel·la)
- Giorgio Cataldi: (Monsignore) el bisbe, germà del duc
- Uberto Paolo Quintavalle: (Eccellenza) el jutge (el « president de Curval » de la novel·la)
- Aldo Valletti: el President (Presidente) (el financer « Durcet » de la novel·la)
- Caterina Boratto: Madame Castelli
- Hélène Surgère: Madame Vaccari
- Sonia Saviange: la pianista
- Elsa De Giorgi: Madame Maggi
- Ines Pellegrini: la jove criada
- Sergio Fascetti: víctima
- Bruno Musso: víctima
- Antonio Orlando: víctima
- Claudio Cicchetti: víctima
- Franco Merli: víctima
- Umberto Chessari: víctima
- Lamberto Book: víctima
- Gaspare Di Jenno: víctima
- Giuliana Melis: víctima
- Faridah Malik: víctima
- Graziella Aniceto: víctima
- Renata Moar: víctima
- Dorit Henke: víctima
- Antiniska Nemour: víctima

## Comentari
El film és inspirat en l'obra del marqués de Sade (1740-1814) Els Cent Vint Jornades de Sodome i dels esdeveniments que es van desenvolupar a la ciutat de Salò, al nord de la Itàlia, al final de la Segona Guerra mundial, quan Mussolini hi va ser instal·lat pels nazis i van fundar una república feixista fantasma, la República social italiana.
| « | Nosaltres feixistes, som els autèntics anarquistes… una vegada que ens hem apoderat del poder, segur… | » |

El film tracta del poder absolut, del gaudi immediat i instintiu, fins i tot pueril, de la disposició del cos del sotmesos, deshumanitzat, sostingut. Tracta abans de tot del poder absolut. La posada en escena en el període feixista és per facilitar-ne la lectura, però Pasolini diu haver tractat dels diners que tot ho poden i del poder nou de després de la guerra, el consumisme, que esborra totes les cultures i tots els valors en els mercadejos, compresos els valors humans i el valor de l'home.
És el film més fosc i el més desesperat de Pasolini. És minuciosament construït com un descens progressiu a través de diferents cercles de la perversitat, a imatge de l'obra de Sade. Després d'haver dirigida una sèrie de films exaltant la sexualitat amb joia (Trilogia de la vida), Pasolini considera l'alliberament sexual com una ensarronada. S'aixeca contra la societat de consum i el capitalisme, que esclavitzen la sexualitat, que hauria de ser alliberadora, i exposa les vides privades. Denuncia al seu film, de nou, els horrors de la societat burgesa: la sexualitat, abans vista com una gràcia per la humanitat, esdevé una simple mercaderia a consumir, sense consideració per la dignitat humana. Les últimes escenes, particularment difícils d'aguantar, es veuen a través de prismàtics, amb la finalitat de posar-hi distància.

## Rebuda
El film va escandalitzar en el moment de la seva estrena. Va ser prohibit o censurat a nombrosos països durant diversos anys, compresa Itàlia. El febrer 2007, la seva projecció és prohibida a Zurich, Suïssa, després de queixes (la polèmica esclata quan el periòdic gratuït 20 Minuten estigmatitza la programació de Salò en una església de Zúric en el marc d'una retrospectiva consagrada al cineasta italià; el film havia de ser projectat al temple protestant a causa dels treballs de renovació del cinema Xenix). Finalment, alguns dies més tard, la censura és aixecada sota la pressió dels defensors de la llibertat d'expressió. Encara avui, directors com Gaspar Noé i Claire Denis confessen el seu malestar en veure el film.
Ha quedat una cimera per de nombrosos cineastes, dels quals R.W. Fassbinder, qui, no obstant això, havia vist la projecció a França del seu film Mamà Küsters se'n va al cel el 22 de novembre de 1975 al festival de París, ja que la multitud va envair la sala abans de l'hora per estar segura de tenir una plaça per Salò, el film següent.

## Premis i nominacions
El film no va ser presentat a cap festival. Però les rehabilitacions posterioris fan que el llargmetratge fos recompensat amb el premi Venezia Classici a la millor pel·lícula restaurada a la Mostra de Venècia 2015.